# Wojciech Bogusławski

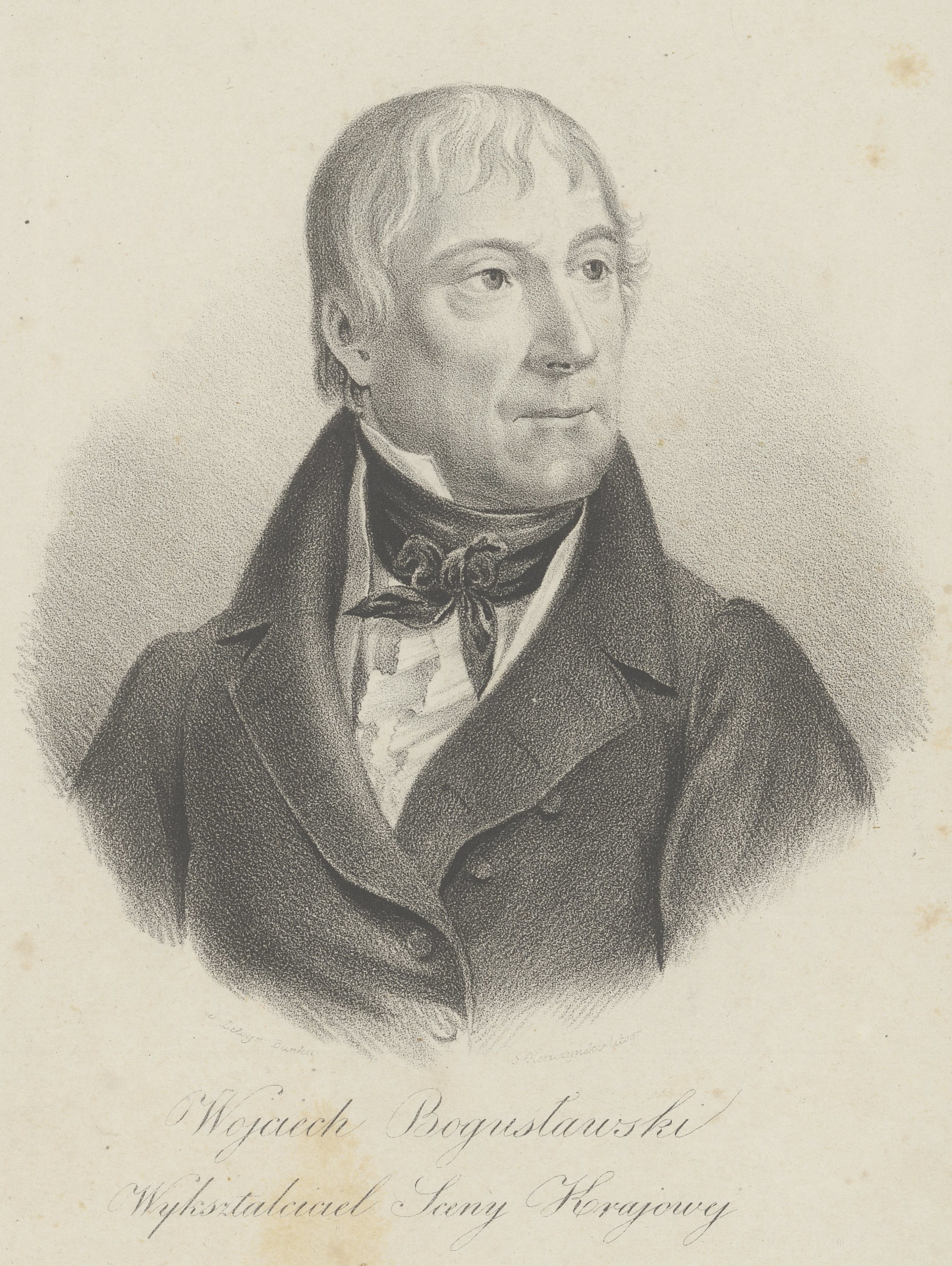
Wojciech Bogusławski na litografii Seweryna Oleszczyńskiego

Wojciech Romuald Bogusławski herbu Świnka, ps. i krypt.: Autor "Fraskatanki", Autor "Mieszczek modnych", Autor "Ślubu modnego", R. W... B... (ur. 9 kwietnia 1757 w Glinnie, zm. 23 lipca 1829 w Warszawie) – polski aktor, śpiewak operowy, reżyser, pisarz, dramatopisarz, tłumacz, propagator ideologii oświecenia, wolnomularz; dyrektor Teatru Narodowego w Warszawie i założyciel teatru w Kaliszu; ojciec teatru polskiego; teoretyk i historyk teatru, ojciec Stanisława i dziadek Władysława.

## Życiorys

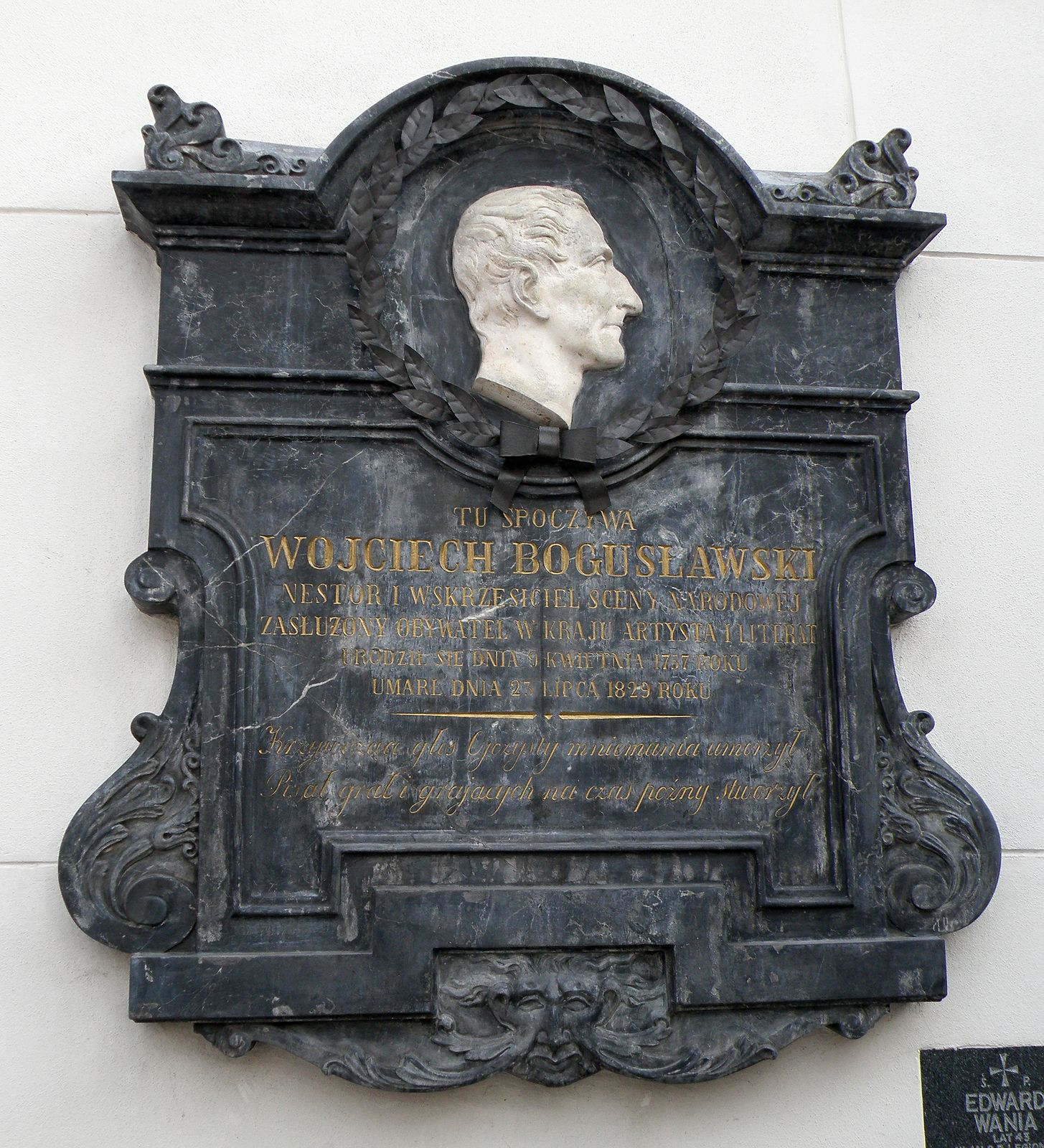
Tablica epitafijna na kościele św. Karola Boromeusza na Powązkach (2012)

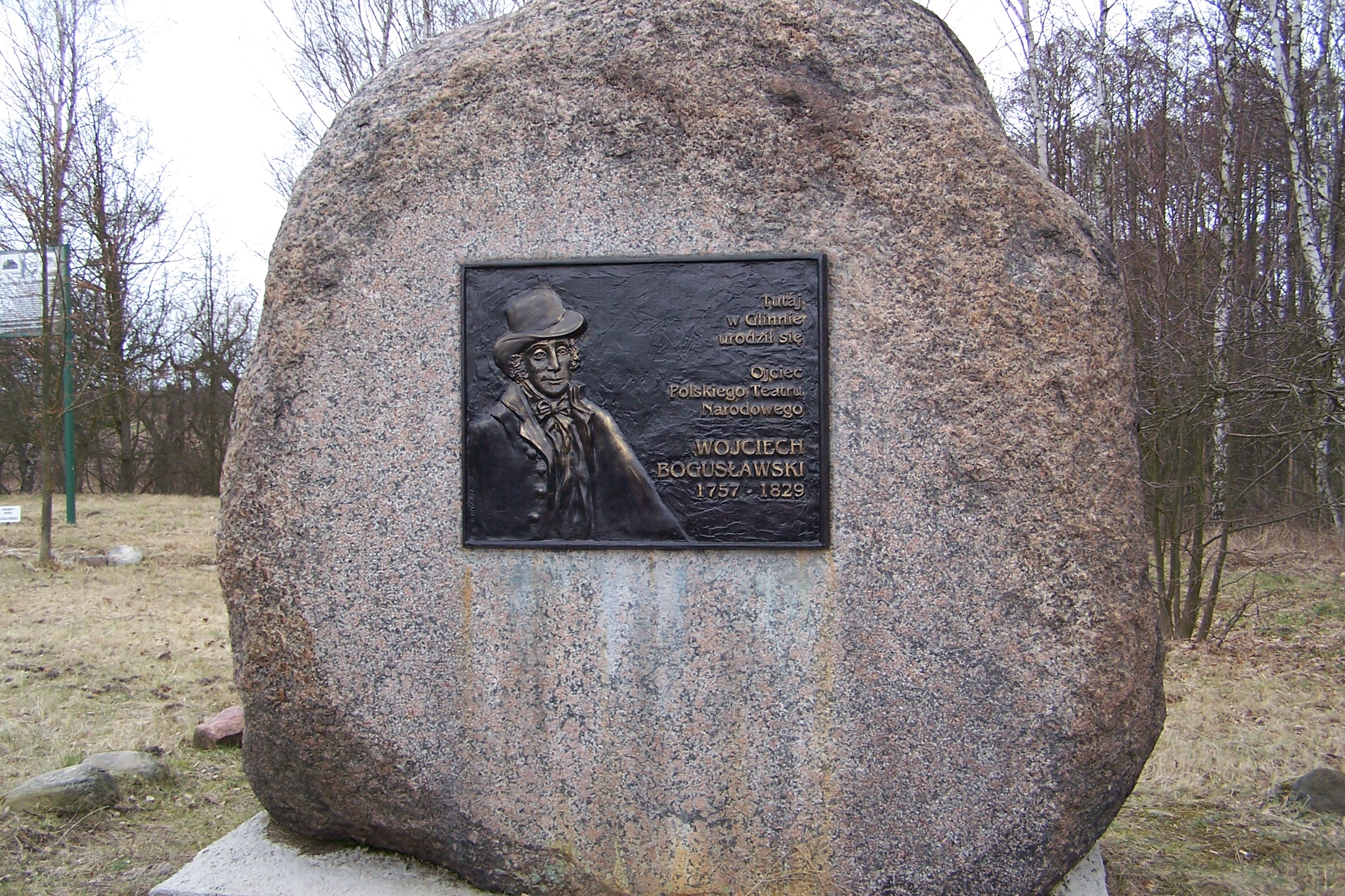
Głaz pamiątkowy w miejscu urodzenia Wojciecha Bogusławskiego w Glinnie

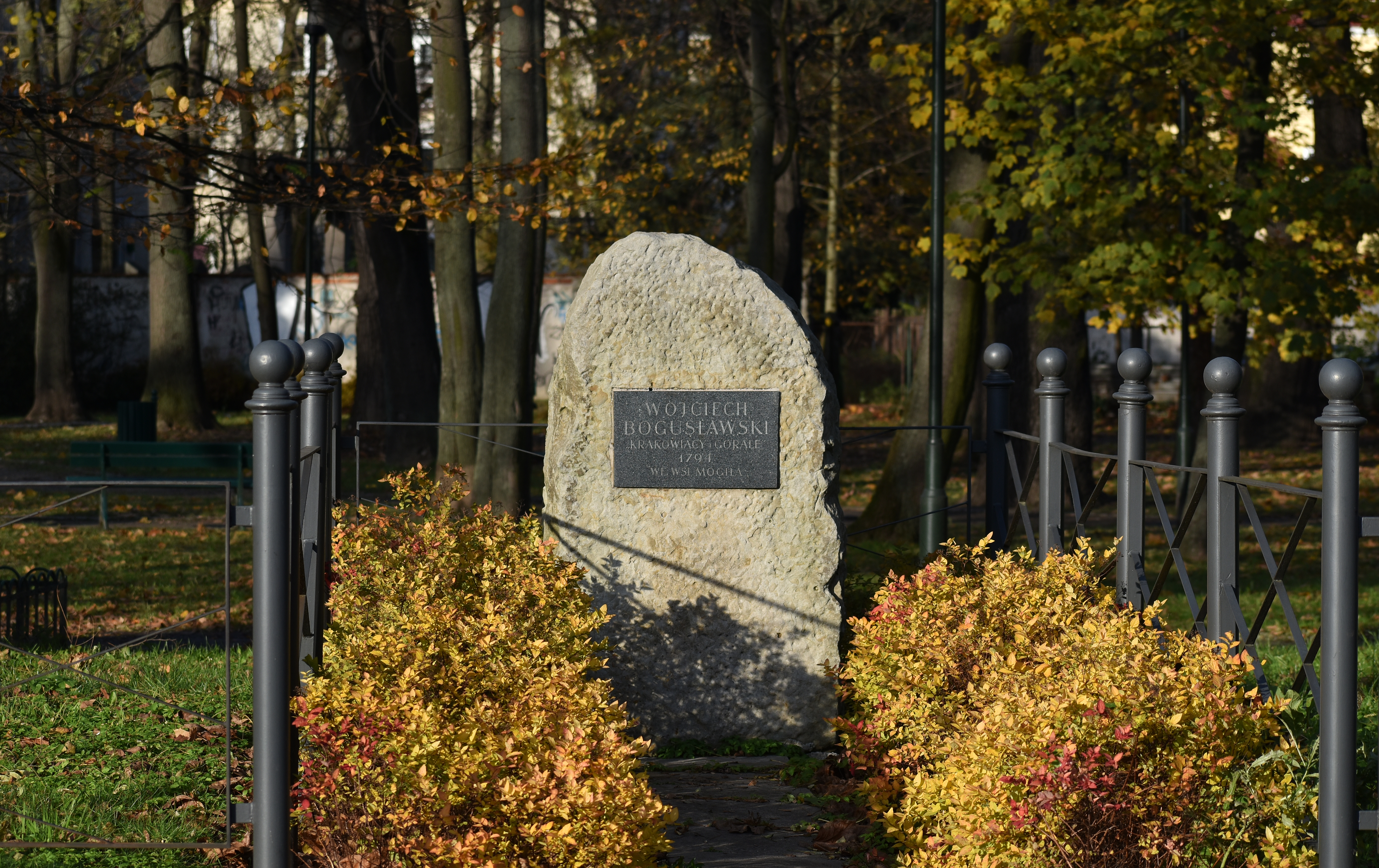
Pomnik Wojciecha Bogusławskiego w Mogile

Był synem Leopolda Andrzeja z Bogusławic, herbu Świnka (ur. krótko przed 16 listopada 1723, zm. 11 stycznia 1793), regenta ziemskiego poznańskiego a później grodzkiego krakowskiego, dziedzica Glinna z Okalewem, i jego żony Anny Teresy Linowskiej (ur. przed 24 października 1734, zm. przed 1770), córki Stanisława, podstolego wschowskiego.
Od roku 1769 kształcił się w kolegium pijarów w Warszawie, od 20 listopada roku 1770 w Akademii Krakowskiej, w następnym roku (1771) w Szkołach Nowodworskich. Przebywał na dworze biskupa krakowskiego Kajetana Sołtyka. We wrześniu roku 1775 wstąpił jako kadet pułkowy do gwardii pieszej litewskiej. Wystąpił z wojska 24 lutego 1778 w stopniu podchorążego (powód: pominięcie Bogusławskiego w awansie).
Po 9 kwietnia roku 1778 zadebiutował (warszawski teatr publiczny) jako aktor, śpiewak operowy i autor dramatyczny. 11 lipca 1778 operą Nędza uszczęśliwiona do muzyki Macieja Kamieńskiego zainicjował polską twórczość operową opartą na motywach ludowych. W 1781 przeniósł się do teatru lwowskiego. W latach 1783–1785, 1790–1794 i 1799–1814 był dyrektorem Teatru Narodowego. W 1783 uzyskał przywilej na teatr polski w Poznaniu. 
W sierpniu 1784 zorganizował występy teatralne podczas sejmu w Grodnie. W lutym 1785 przeniósł się do Wilna, skąd organizował stałe wyjazdy do Grodna, Dubna i Lwowa. W 1785 roku założył również teatr wileński, dzięki czemu lokalni odbiorcy poznali europejskie nowości, takie jak sztuki Moliera, Woltera, Schillera, a także dzieła miejscowych autorów. Teatr przetrwał przeszło 80 lat, w 1866 roku zamknęły go rosyjskie władze.
Na wezwanie króla Stanisława Augusta Poniatowskiego w lutym 1790 objął ponownie scenę warszawską, wystawiając sztuki patriotyczne. W 1794 należał do sprzysiężenia kościuszkowskiego. 8 września 1792 wystawił Henryk VI na łowach, a 1 marca 1794 – Krakowiaków i górali, co odegrało ważną rolę agitacyjną. 18 kwietnia 1794 podpisał Akt powstania. 4 listopada 1794 opuszcza Warszawę, ocalając majątek teatralny i osobisty. W 1795 rozpoczyna trwającą 4 lata działalność teatralną we Lwowie. Wystawia tam wielokrotnie swoją operę Krakowiacy i Górale (utwór cieszył się tam wielką popularnością, był nieustannie aktualizowany, przerabiany i wystawiany pod różnymi tytułami), w 1797 zaś po raz pierwszy w Polsce – Hamleta (własny przekład na podstawie adaptacji niemieckiej). Jego współpracownikiem i uczniem był Jan Nepomucen Kamiński. W 1799 wrócił do Warszawy, gdzie kierował teatrem przez następne 14 lat. W 1801 z własnych funduszy wybudował teatr w Kaliszu i prowadził tam działalność teatralną do 1823. W 1811 z zespołem wystawił szereg przedstawień w Gdańsku.
20 listopada 1827 wystąpił po raz ostatni na scenie w komedii Koszyk wiśni. W 1824 zamieszkał w majątku Jasień (wieczysta dzierżawa). 
W 1784 został inicjowany do masonerii, w loży Świątynia Mądrości otrzymał stopień mistrza.
Jest głównym bohaterem powieści pt. Az Ikszek (Iksowie — 1981) i dramatu pt. Az imposztor (Szalbierz) węgierskiego pisarza i dramatopisarza Györgya Spiró.

## Twórczość

### Dzieła sceniczne
- Nędza uszczęśliwiona. Opera w 2 aktach pierwszy raz grana na teatrze warszawskim 11 lipca 1778, wyd. Warszawa 1778
- Amant, autor i sługa. Komedia w 1 akcie z francuskiego [wg. Pierre Cérou(1709-1797), L’amant, auteur et valet ] przetłumaczona, wyst. i wyd. Warszawa 1778
- Dla miłości zmyślone małżeństwo. Opera we 2 aktach z włoskiego tłumaczona, pierwszy raz na teatrze warszawskim dnia 25 września 1779 roku przez aktorów polskich grana, Warszawa 1779, muzyka: A.M. Sacchini
- Ślub modny. Komedia w 5 aktach z francuskiego tłumaczona przez autora "Mieszczek modnych", wyst. Warszawa 1779, wyd. Warszawa 1780
- Miłość rzemieślnicza, powst. przed rokiem 1780(?), wyst. Warszawa 22 kwietnia 1787 (pt. Miłostki rzemieślnicze)
- Mieszczki modne. Komedia w 5 aktach, wyst. Warszawa 1780, wyd. Warszawa 1780
- Szkoła kobiet. Komedia w 5 aktach p. Molière z francuskiego przerobiona przez autora "Ślubu modnego", wyst. Warszawa 1780, wyd. Warszawa 1781
- Fraskatanka, czyli dziewczyna zalotna. Opera we 3 aktach z muzyką sławnego Jana Paisiello, z włoskiego przełożona, wyst. Warszawa 13 lipca 1782, wyd. Warszawa 1782
- Czekina albo cnotliwa panienka. Opera z włoskiego tłumaczona we 3 aktach, z muzyką sławnego p. Piccini, wyst. Warszawa 1782, wyd. Warszawa 1783
- Szkoła zazdrosnych. Opera we 2 aktach, z muzyką sławnego p. Antoniego Salieri, z włoskiego języka przez autora "Fraskatanki" przetłumaczona, wyst. i wyd. Warszawa 1782
- Włoszka w Londynie. Opera we 2 aktach z muzyką JP. Dominika Cymarosa z włoskiego przetłomaczona, wyst. Warszawa 1782, wyd. Warszawa 1783
- Don Juan albo ukarany libertyn. Opera we 3 aktach, z włoskiego tłumaczona, z muzyką JMci pana Joachima Albertini, wyst. Warszawa 23 lutego 1783, wyd. Warszawa 1783
- Kotek zgubiony. Komedia w 1 akcie, z francuskiego tłumaczona, wyst. Warszawa 31 marca 1783, wyd. Warszawa 1783
- Uczciwy winowajca. Drama w 5 aktach z francuskiego tłumaczone, wyst. Warszawa 10 kwietnia 1783, wyd. Warszawa 1783
- Wieśniaczka u dworu. Opera we 2 aktach z włoskiego tłumaczona, wyst. Warszawa 19 października 1783, wyd. Warszawa 1785, muzyka: A. Sacchini
- Troje bliźniąt, czyli podobieństwo nadzwyczajne, wyst. Warszawa 16 listopada 1783, wydana pt. Trzej bracia bliźnięta. Komedia w 4 aktach z francuskiej niewiadomego autora przełożona
- Mąż podejrzliwy albo awanturki nocne, wyst. Warszawa 21 grudnia 1783
- Człowiek, jakich mało na świecie. Komedia we 3 aktach, wyst. i wyd. Warszawa 1784
- Ogrodniczka zmyślona. Opera, wyst.: Wilno 1785; Warszawa 14 lutego 1790, muzyka: P. Anfossi
- Zaffira, czyli niewolnica stateczna. Opera, wyst.: Wilno 1788; Warszawa 22 lutego 1790
- Filozofowie wrzekomi (Filozofowie mniemani), czyli mędrzec oszukany. Opera, wyst.: Wilno 1788; Warszawa 18 kwietnia 1790, muzyka: J. Paisiello
- Lanassa, czyli wdowa Malabaru, wyst. Warszawa 7 września 1790, wydana pt. ... Tragedia w 5 aktach po francusku przez Lemierre napisana, po niemiecku przez Plümicke na dramę przerobiona, a z tej na polski język przełożona
- Epilog w dzień rocznego obchodu szczęśliwego na tron wyniesienia Najjaśniejszego Pana, powiedziany przez JP. W. Bogusławskiego, dyrektora Teatru Narodowego, na końcu tragedii "Lanassa", która pierwszy raz w przytomności JKMci dnia 7 września zaprezentowana była 1790 (Warszawa 1790)
- Taczka przedającego ocet i musztardę, czyli cnota w grubej łachmanie, wyst. Warszawa 23 października 1790, wydana pt. Taczka occiarza. Komedia w 3 aktach z francuskiej p. Mercier przełożona
- Emilia Galotti. Tragedia w 5 aktach, wyst. Warszawa 21 listopada 1790
- Dowód wdzięczności narodu. Komedia we 2 aktach, przystosowana do uroczystości obchodu szczęśliwego na tron wybrania Najjaśniejszego Pana, a na dopełnienie komedii "Powrót posła" napisana, wyst. Warszawa 15 września 1791, wyd. Warszawa 1791
- Sługa panią. Opera w 2 aktach, z muzyką Jana Paesiello(!) z włoskiego przełożona, wyst. Warszawa 30 października 1791
- Henryk VI na łowach. Komedia we 3 aktach z powieści angielskiej napisana, wyst. Warszawa 8 września 1792, wyd. Warszawa 1792
- Eleonora, czyli skutki przebaczenia niewiary małżeńskiej. Tragedia miejska w 4 aktach, z niemieckiej niewiadomego autora przerobiona, wyst. Warszawa 23 września 1792
- Szkoła obmowy. Komedia w 5 aktach, z angielskiej Ryszarda Sheridana przerobiona, wyst. Warszawa 17 stycznia 1793
- Figiel za figiel. Komedia w 3 aktach z francuskiej Fryderyka grafa Brühla przełozona, wyst. Warszawa 20 kwietnia 1793
- Pustelnik na wyspie Formentera, czyli wspaniały rozbójnik. Drama w 4 aktach, wyst. 7 września 1793
- Axur, król Ormus. Opera heroiczna w 5 aktach, z muzyką Antoniego Salieri, z francuskiej de Beaumarchais na włoski język przerobiona, a z tego na polski przełożona, wyst. Warszawa 24 września 1793
- Cud mniemany, czyli Krakowiacy i górale. Opera w 4 aktach (albo: ... w 2 aktach; ... w 3 aktach). Z muzyką J. Stefaniego, wyst. Warszawa prawdopodobnie 1 marca 1794, wyd. Berlin 1841
- Rzecz rzadka (Piękność z uczciwością złączona rzecz rzadka). Opera w 2 aktach z włoskiego tłumaczona, z muzyką sławnego Martini (V. Martin y Solar), wyst. Warszawa 1794
- Antreprener w kłopotach. Opera z muzyką Cimorosa(!), wyst.: Lwów 1796; Warszawa 1799
- Zoe, czyli skutki ambicji i miłości. Drama w 3 aktach, wyst.: Lwów 1796; Warszawa 12 listopada 1799
- Hamlet, królewicz duński. Tragedia w 5 aktach Shakespeara, z niemieckiej, podług poprawy Schroedera przełożona, wyst. Lwów 1797
- Herminia, czyli Amazonki. Heroiczno-komiczna opera w 2 aktach z muzyką Józefa Elsnera, wyst. Lwów lipiec 1797
- Iskahar, król Guaxary. Melodrama w 3 aktach z muzyką Józefa Elsnera, wyst. Lwów 1797
- Spazmy modne, czyli tegowieczne małżeństwo. Komedia w 3 aktach, wyst. Lwów 1797
- Kantata śpiewana na teatrze lwowskim przez aktorów polskich w dzień uroczystości obchodu instalacji JW. Kajetana Ignacego Gozdawa na Kitkach Kickiego, arcybiskupa lwowskiego... z muzyką JPana Stefani, Lwów 1798
- Sydney i Zuma. Melodrama w 3 aktach z muzyką J. Elsnera, wyst.: Lwów lato 1798; Warszawa 1799
- Pustelnicy, czyli miłość na doświadczeniu. Opera komiczna w 3 aktach z niemieckiego tłumaczona, z muzyką p. Henneberg, wyst. Warszawa 6 października 1799
- Król Teodor w Wenecji. Opera w 2 aktach z włoskiego tłumaczona, z muzyką sławnego Paisiello, wyst. Warszawa 1799
- Święto braminów słońca. Opera heroiczno-komiczna w 2 aktach z niemieckiego tłumaczona, z muzyką J.P. Müllera, wyst. 23 listopada 1800
- Sułtan Wampun, czyli nieroztropne życzenia. Opera komiczna w 2(3) aktach, z muzyką J. Elsnera, wyst. Warszawa 1800
- Powtórzone wesele. Drama w 5 aktach z niemieckiej p. de Kotzebue przełożona, wyst. Warszawa 1801
- Flet czarodziejski, czyli tajemnice Izys. Wielka opera w 2 aktach z niemieckiego p. Szikander(!) tłumaczona... z muzyką sławnego Mozarta, wyst. Warszawa 29 stycznia 1802
- Przerwana ofiara. Opera we 2 aktach z muzyką Piotra Winter, z niemieckiej przełożona, wyst. Warszawa 5 listopada 1802
- Duchowidz, czyli w czepku się rodził. Opera komiczna w 2 aktach Perinet, z muzyką p. Müller, wyst. Warszawa 26 grudnia 1802
- Dwaj Klingsbergowie, czyli jaki ojciec, taki syn. Komedia w 4 aktach z niemieckiej Augusta Kotzebue przełożona, wyst. Warszawa 1802
- Telemak, królewicz Itaki. Opera wielka heroiczno-komiczna w 2 aktach z niemieckiego Szikaneder tłumaczona, z muzyką F.A. Hoffmeister, wyst. Warszawa 15 marca 1803
- Palmira, królewna perska. Opera heroiczno-komiczna w 3 aktach z włoskiego tłumaczona, z muzyką sławnego Salieri/Anfossi, wyst. Warszawa 6 stycznia 1804
- Dwa dni trwogi, czyli woziwoda paryski. Opera w 3 aktach z muzyką Cherubiniego, z francuskiej pana Bouilly przełożona, wyst. Warszawa 7 kwietnia 1804
- Lodoiska. Opera heroiczno-komiczna w 3 aktach z muzyką Cherubiniego, z niemieckiej przerobiona, wyst. Warszawa 2 grudnia 1804
- Mąż pustelnik (Spowiedź, czyli mąż pustelnik). Komedia w 1 akcie z niemieckiej pana de Kotzebue przełożona, wyst. Warszawa 5 grudnia 1805
- Maria Montalban. Opera heroiczna w 4 aktach z niemieckiego tłumaczona, z muzyką p. Winter, wyst. Warszawa 21 grudnia 1805
- Miłość dziecinna, czyli noga drewniana (Noga drewniana, czyli miłość dziecinna). Opera w 1 akcie z muzyką Piotra Gaveaux z francuskiego Demoustiego przełożona, wyst. Warszawa 6 marca 1808
- Dziewczyna dezerter. Komedia w 1 akcie z niemieckiego p. de Kotzebue tłumaczona, wyst. Warszawa 12 maja 1808
- Genowefa, królewna szkocka. Opera w 2 aktach z muzyką Szymona Mayer z włoskiej przełożona, wyst. Warszawa 21 lutego 1809
- Saul. Tragedia w 5 aktach tłumaczona z włoskiego, wyst. Warszawa 12 listopada 1809
- Kamilla. Opera w 3 aktach z muzyką Ferdynanda Päer, z francuskiej pana Marsollier przerobiona, wyst. Warszawa 14 października 1810
- Sardzion, czyli uczeń miłości. Opera heroiczno-komiczna w 2 aktach z włoskiego tłumaczona, z muzyką Ferdynanda Päer, wyst. Warszawa 14 marca 1811
- Józef w Egipcie. Opera w 3 aktach z muzyką Mehula, z francuskiej pana Duval przełożona, wyst. Warszawa 27 lutego 1812
- Jedna godzina małżeństwa. Opera w 1 akcie z muzyką Dalayrac, z francuskiej Pana Étienne przełożona, wyst. Warszawa 17 października 1813
- Nadyr, czyli Thamas Kouli-Kan. Tragedia w 5 aktach z francuskiej Pana Buisson przełożona, wyst. Warszawa 1813
- Kobiety. Komedia w 3 aktach z francuskiej Demoustier przełożona, wyst. Warszawa 20 lutego 1814
- Familia szwajcarska. Opera w 3 aktach z muzyką Józefa Weigl, z niemieckiej przełożona, wyst. Warszawa 27 stycznia 1815
- Koncert przerywany. Opera w 1 akcie, z muzyką Bertona, z francuskiej Pana Marsollier przełożona, wyst. Warszawa 26 listopada 1816
- Junius. Tragedia w 5 aktach z francuskiej pana Monvel przełożona, wyst. Warszawa 7 lutego 1817
- Janek i Stefanek. Opera komiczna w 3 aktach, wyst. Warszawa 11 grudnia 1817, z muzyką J. Nicolo (N. Isouard)
- Kobieta dotrzymująca sekretu. Komedia w 1 akcie z angielskiej Pani Centlivre przerobiona, wyst. Warszawa 1817
- Miłość i tajemnica. Komedioopera w 1 akcie z francuskiej Pana Pain przełożona, wyst. Warszawa 1817
- Czary bez czarów. Opera krotofilna w 2 aktach z muzyką Nicolo de Malte (Nicolo Isouard), z francuskiej przełożona, wyst. Warszawa 1 stycznia 1819
- Nic ponadto, czyli dwa parawany. Opera krotofilna w 1 akcie z muzyką Boyeldieu, z francuskiej Józefa Pain przełożona, wyst. Warszawa 5 lutego 1819
- Ojciec familii. Drama w 5 aktach z francuskiej Diderota przełożona, wyst. Warszawa luty 1819
- Fanszetka, czyli Sabaudzka dziewczyna z szałamajką. Komedioopera w 3 aktach z muzyką p. Himmel, z francuskiej p. p. Bouilli i Pain przełożona, wyst. Warszawa 1820
- Duch sprzeciwieństwa. Komedia w 1 akcie z francuskiej Dufresny przełożona, wyst. Warszawa 29 marca 1822
- Wymuszone zezwolenie. Komedia w 1 akcie z francuskiej Guyot de Merville przełożona, wyst. Warszawa 1823
- Wolny strzelec, czyli kule zaczarowane. Opera romantyczna w 3 aktach, po niemiecku... napisana. Muzyka K. Weber. Tłomaczona i podłożona pod muzykę przez... Warszawa 1825, wyst. 4 lipca 1826
- Dama biała. Opera komiczna w 3 aktach z muzyką (F.) A. Boieldieu, wyst. Warszawa 23 sierpnia 1827

### Pozostałe dzieła
- Otto do spektatorów śmierci swojej, brak miejsca wydania (przed 1 stycznia roku 1801)
- Dramaturgia, czyli nauka sztuki scenicznej, dla Szkoły Teatralnej napisana przez Wojciecha Bogusławskiego... w Warszawie 1812, fragmenty druk.: Gazeta Teatralna 1843, nr: 16-17, 19-23, 29-30, 33, 39
- Dzieje Teatru Narodowego, t. 1 (cz. I) i t. 4 (cz. II), Warszawa 1820
- Dzieła dramatyczne, t. 1-3, Warszawa 1820; t. 4-6, Warszawa 1821; t. 7-12, Warszawa 1823, (prawie każda z 51 sztuk poprzedzona została notką biograficzną o autorze obcego źródła lub też o kompozytorze)

### Wydania zbiorowe
- Dzieła dramatyczne, t. 1-3, Warszawa 1820; t. 4-6, Warszawa 1821; t. 7-12, Warszawa 1823

### Listy otwarte
- "Ostrzeżenie wszystkim drukarzom i bibliopolom w Koronie i W. X. Lit., Warszawa 7 marca 1794", Gazeta Krajowa, dodatek do nr: 19, 20 z 8 i 11 marca 1794
- List do "Gazety Warszawskiej" (w sprawie benefisu dla K. Świerzawskiego), Gazeta Warszawska, dodatek do nr 31 z 19 kwietnia 1803
- List do Redaktora "Gazety Warszawskiej" z 6 maja 1807 (sprostowanie w sprawie autorstwa transparentu J.B. Plerscha do "Andromedy"), Gazeta Warszawska, dodatek do nr 44 z 2 czerwca 1807
- "Doniesienie teatralne zawierające projekt organizacji Szkoły Dramatycznej, z 6 marca 1811", Gazeta Korespondenta, dodatek do nr 20 z 9 marca 1811
- "List do JPana Werowskiego, artysty dramatycznego", Gazeta Korespondenta, nr 66 z 19 sierpnia 1815
- Polemika z Iksem w sprawie recenzji ze sztuki "Dwaj Klingsbergowie", Gazeta Korespondenta, nr 10 z 3 lutego 1816

### Korespondencja i materiały
- Do ojca, Leopolda Bogusławskiego z 22 stycznia 1769
- Do Stanisława Augusta 2 listy z: przełom lipiec/sierpień 1784 i kwiecień 1791
- Do Stanisława Augusta list z 12 sierpnia 1784 podpisany aktorowie polscy – najprawdopodobniej pióra W. Bogusławskiego
- Do nieznanego adresata 3 listy z: 8 i 25 kwietnia oraz 9 maja 1796
- Do nieznanego adresata we Lwowie z 26 lipca 1799
- Do Tomaniewicza 11 listów z okresu: 9 sierpnia – 6 grudnia 1799
- Do pruskich władz Poznania z roku 1800
- Do Aleksandra Chodkiewicza 3 listy z: 20 marca 1800, 18 czerwca 1811 i 21 maja 1815
- Do Kłossowskiego 7 listów z okresu: 26 lipca 1802 – 3 września 1806
- Do córki, Rozalii Osińskiej z 24 sierpnia 1808
- Do Jana Łuszczewskiego z 13 września 1808
- Do Jana Tłuchowskiego z 15 kwietnia 1809 (wysłany wraz z wykazem repertuaru od 1 marca 1808)
- Do Hilarego Siemianowskiego z 29 czerwca 1809
- Do Ludwika Osińskiego 3 listy z lat: 1815, 1823, z Poznania i Kalisza
- Do Józefa Radoszewskiego(?) z 14 lipca 1819 oraz bilet na prenumeratę Dzieł dramatycznych
- Do Jana Krukowieckiego z 25 marca 1820
- Do A. Węgorzewskiej z 27 listopada 1820
- Do Ludwika Osińskiego: 2 listy z Płocka z 28 maja i 4 czerwca 1823 oraz fragmenty listu z Poznania z 7 lipca 1823
- Do I. Werowskiego, fragmenty listów z roku 1827
- Od Tomasza Truskolaskiego z 12 października 1783
- Od Tomaniewicza z 26 października 1799
- Od Józefa Poniatowskiego z 10 października 1811
- Testament, powst. 1 stycznia 1823
- Inwentarz dobytku pozostałego po W. Bogusławskim sporządzony przed 29 września 1829
- Inwentarz garderoby aktorskiej W. Bogusławskiego

## Upamiętnienie
24 listopada 1975 w Warszawie jednej z ulic na terenie obecnej dzielnicy Bielany zostało nadanie imię Wojciecha Bogusławskiego. Jego imieniem nazwano także jedną z ulic Kielc, Bielska-Białej i Wrocławia (Ulica Wojciecha Bogusławskiego we Wrocławiu).
 W Krakowie w dzielnicy I Stare Miasto:
- W 1971 roku w parku przy Willi Rogozińskich w Mogile odsłonięto pomnik-głaz upamiętniający Wojciecha Bogusławskiego
- Osiedla sąsiadujące z Teatrem Ludowym, w którym pierwszą premierą w 1955 roku był spektakl „Cud mniemany, czyli Krakowiacy i Górale” w reżyserii Wandy Wróblewskiej, noszą nazwy – os. Krakowiaków i os. Górali.
- Jest patronem ławeczki w Parku Ratuszowym w Krakowie w dzielnicy XVIII Nowa Huta, o czym informuje tabliczka. Patroni ławeczek w przestrzeni publicznej są wybierani w ramach projektu Kody Miasta realizowanego przez Krakowskie Biuro Festiwalowe, operatora tytułu Kraków Miasto Literatury UNESCO, którym Kraków został uhonorowany w 2013 roku[9][10].

## Literatura dodatkowa
- Ludwik Simon: Bogusławski Wojciech. W: Polski Słownik Biograficzny. T. 2: Beyzym Jan – Brownsford Marja. Kraków: Polska Akademia Umiejętności – Skład Główny w Księgarniach Gebethnera i Wolffa, 1936, s. 212–214. Reprint: Zakład Narodowy im. Ossolińskich, Kraków 1989, ISBN 83-04-03291-0

## Zarysy monograficzne
- L. Galle: W. Bogusławski i repertuar teatru polskiego w pierwszym okresie jego działalności (do roku 1794), Warszawa 1925
- E. Świerczewski: W. Bogusławski i jego scena. Zarys biograficzny, Warszawa 1929
- Z. Hübner: Bogusławski – człowiek teatru, Warszawa 1958